# Список призёров Олимпийских игр по гольфу
Ниже показаны все медалисты летних Олимпийских игр по гольфу.

## Женский одиночный разряд
| Год                  | Золото                     | Серебро                 | Бронза             |
| 1900, Париж          | Маргарет Эббот США         | Полин Уиттер США        | Дарья Прэтт США    |
| 2016, Рио-де-Жанейро | Пак Ин Би Республика Корея | Лидия Ко Новая Зеландия | Фэн Шаньшань Китай |

## Мужской одиночный разряд

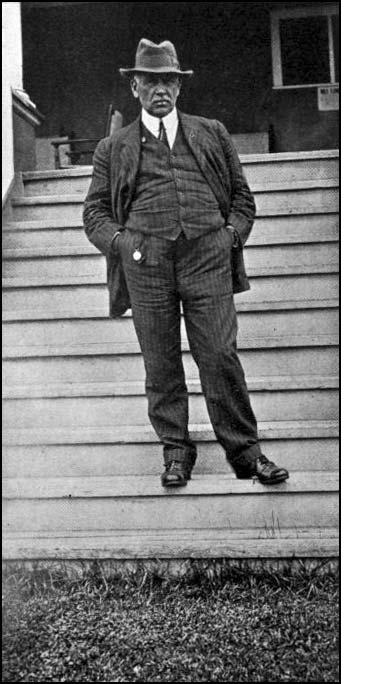
Джордж Лайон

| Год                  | Золото                      | Серебро                         | Бронза                         |
| 1900, Париж          | Чарльз Сандс США            | Уолтер Ратерфорд Великобритания | Дэвид Робертсон Великобритания |
| 1904, Сент-Луис      | Джордж Лайон Канада         | Чендлер Игэн США                | Барт Мак-Кини США              |
| 1904, Сент-Луис      | Джордж Лайон Канада         | Чендлер Игэн США                | Фрэнсис Ньютон США             |
| 2016, Рио-де-Жанейро | Джастин Роуз Великобритания | Хенрик Стенсон Швеция           | Мэтт Кучар США                 |

## Мужской командный разряд
| Год             | Золото | Серебро | Бронза |
| 1904, Сент-Луис | США Чендлер Игэн · Дэниел Сойер · Роберт Хантер · Кеннет Эдвардс · Клемент Смут · Уоррен Вуд · Мейсон Фелпс · Уолтер Игэн · Эдвард Камминс · Натаниэль Мур | США Фрэнсис Ньютон · Генри Поттер · Ральф Мак-Киттрик · Альберт Ламберт · Фредерик Сэмпл · Стюарт Стикни · Барт Мак-Кини · Уильям Стикни · Джон Максвелл · Джон Кэди | США Дуглас Кадваладер · Аллен Лард · Джесси Карлтон · Симеон Прайс · Гарольд Вебер · Джон Рам · Орус Джонс · Артур Хасси · Гарольд Фрейзер · Джордж Оливер |